# آبشار تروملباخ
آبشار تروملباخ (به انگلیسی: Trummelbach) آبشاری است که در بخش انترلکان، سوئیس واقع شده و ارتفاع کلی ریزشگاه آن 140 متر (459 feet) است.